# Яблоня бурая
Я́блоня бу́рая, или Яблоня прире́чная (лат. Malus fusca, англ. Oregon crabapple, Pacific crabapple) — дерево, вид рода Яблоня (Malus) семейства Розовые (Rosaceae), произрастающее в долинах рек на побережье Тихого океана в Северной Америке (от Аляски до Калифорнии).

## Синонимы
Malus diversifolia  (Bong.) M. Roem., Malus rivularis  (Douglas) M. Roem.

## Ботаническое описание
Дерево высотой до 12 метров, кора на молодых ветвях красная, на взрослых — коричневая.
Листья плотные, длиной до 10 см, от яйцевидной до яйцевидно-ланцетной формы, с заострённой верхушкой и клиновидным основанием. Верхняя сторона листа голая, тёмно-зелёная, нижняя светлее и со слабым опушением. Край листовой пластинки прижато-остропильчатый, иногда листья бывают неглубоко лопастные.
Соцветия зонтиковидные, состоящие из 6—12 белых или розоватых цветков диаметром до 2,5 см. Цветоножки опушённые. Гипантий опушённый, столбики голые. Время цветения — май.
Плоды жёлтого или красного цвета, эллипсоидальной формы, длиной около 1,5 см. Созревают в сентябре.

## Применение
Особого хозяйственного значения не имеет. Используется в промышленных яблоневых садах в качестве опылителя. Иногда выращивают в садах и парках в качестве декоративного растения.

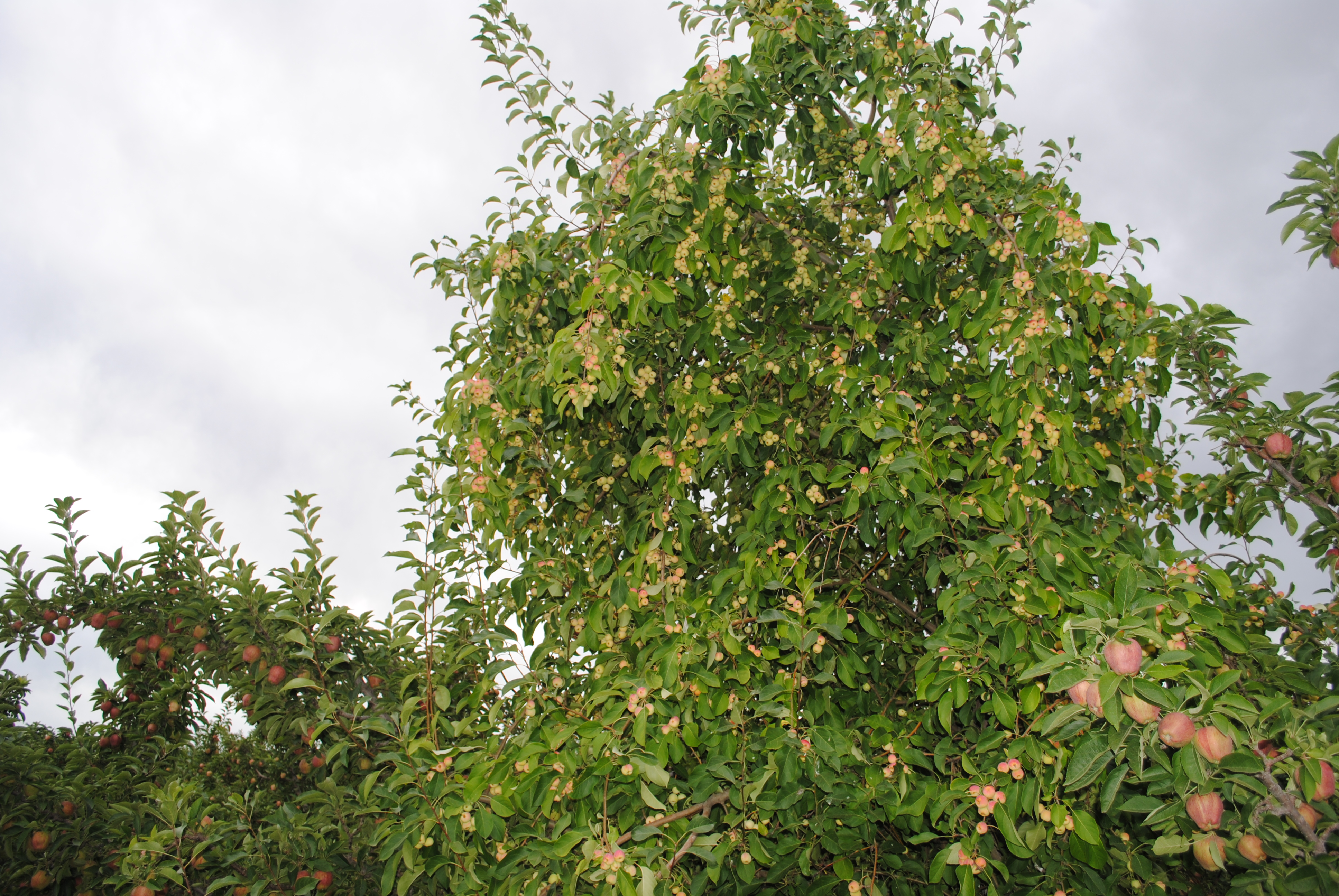
Яблоня бурая используется в качестве опылителя в промышленных яблоневых садах  Северной Америки.
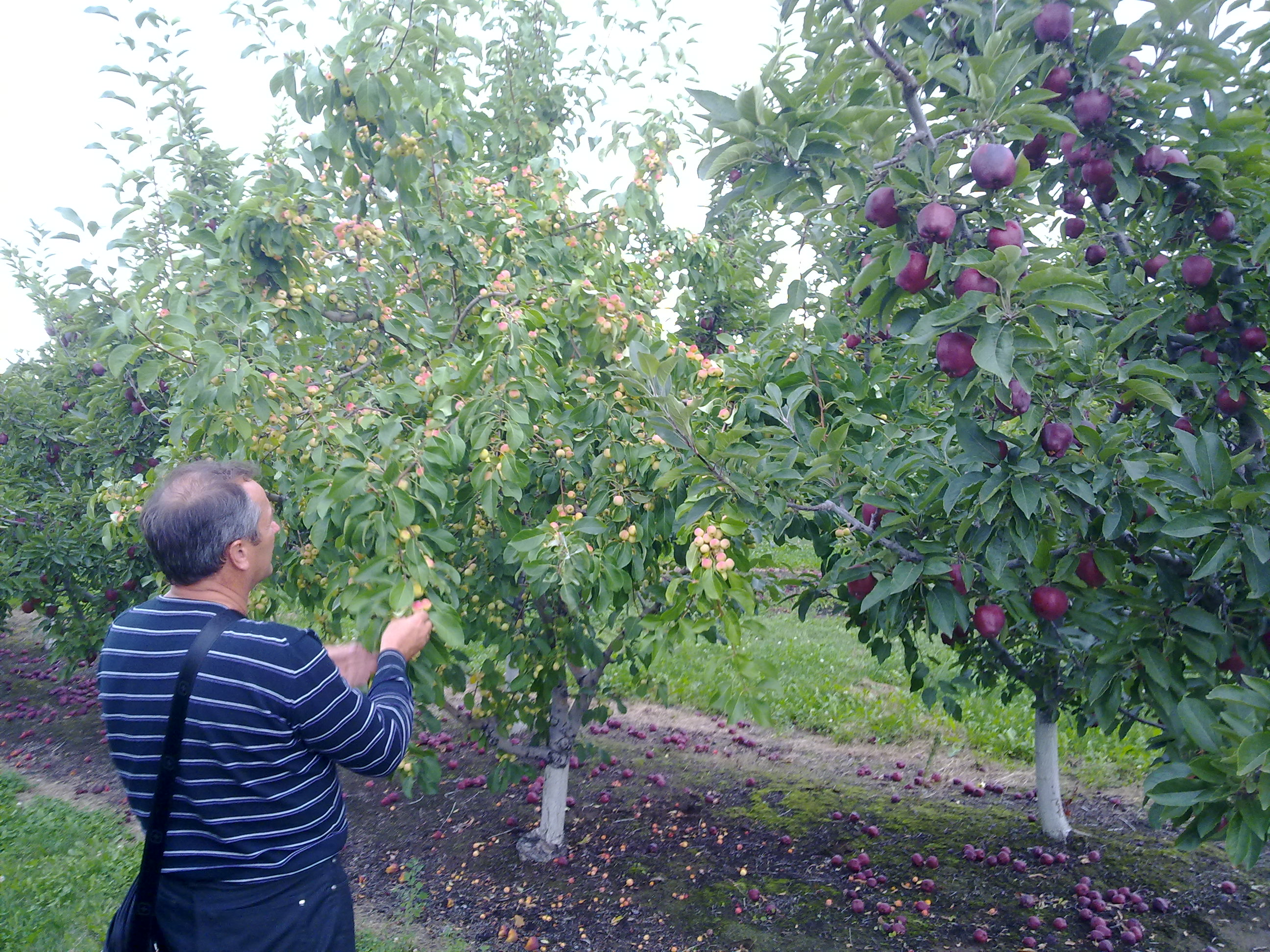
Яблоня бурая как опылитель в квартале яблоневого сада сорта Ред Делишес. Села, штат Вашингтон, США